# Wisconsin Badgers

Wisconsin Badgers Logo

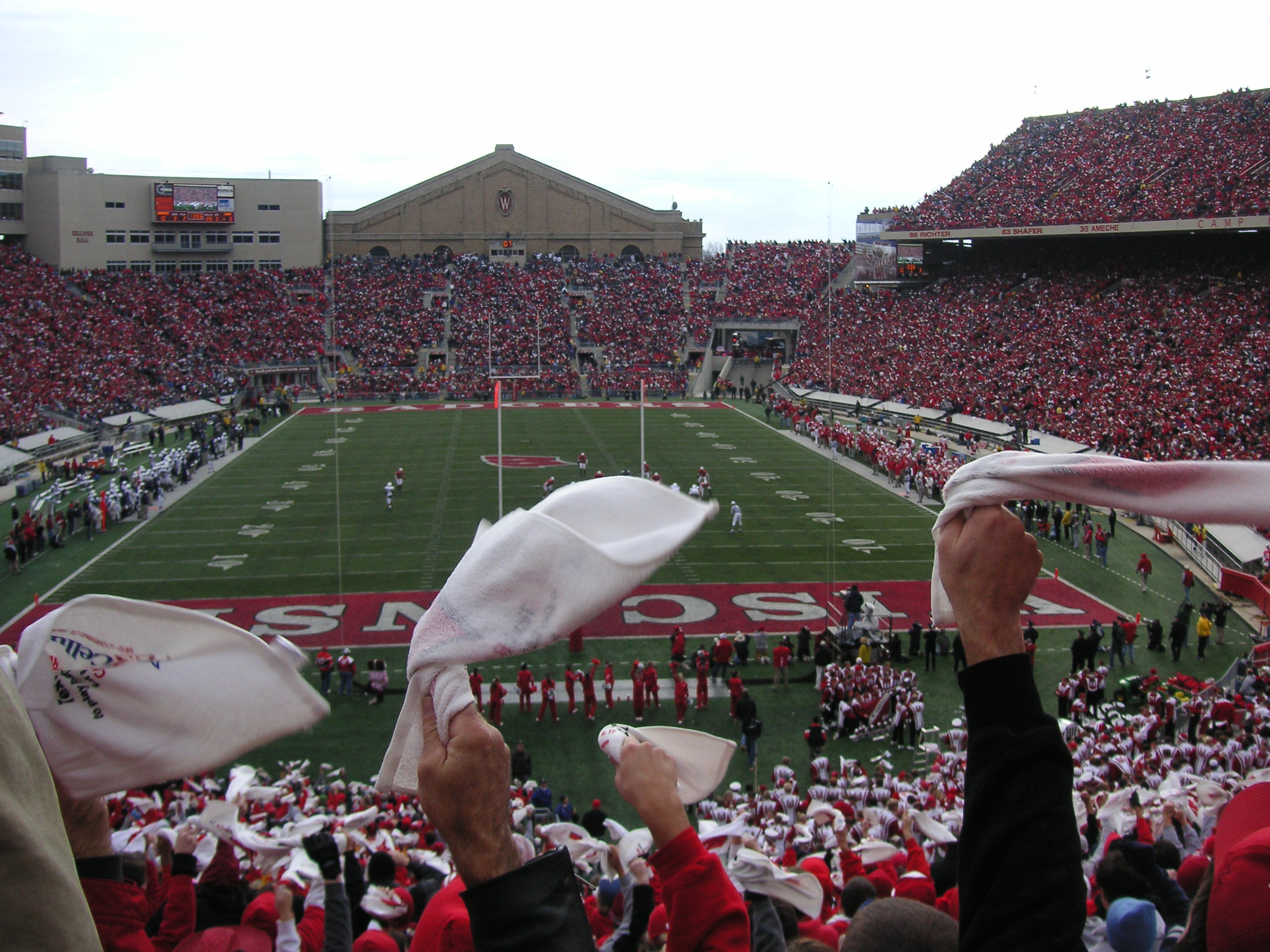
Wisconsin American-Football-Stadion

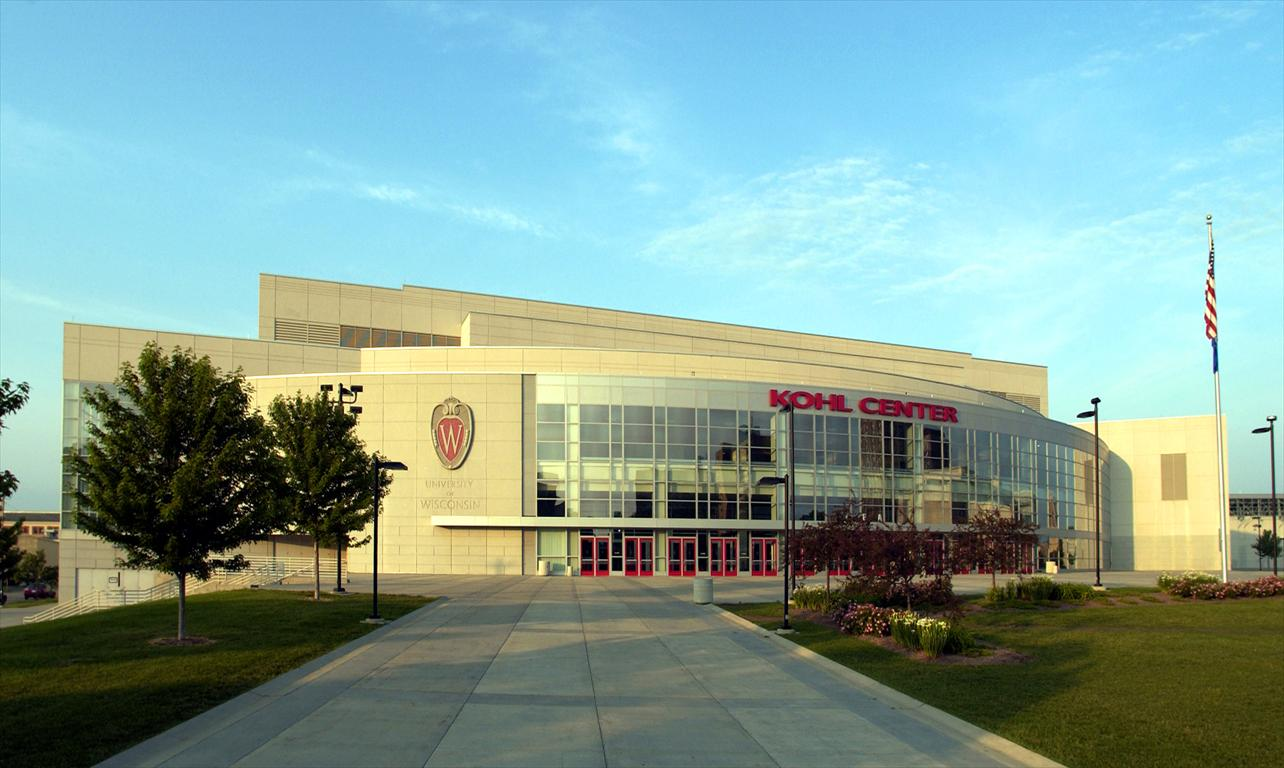
Wisconsin Basketball-Arena

Die  Wisconsin Badgers sind die Sportteams der University of Wisconsin–Madison. Die 23 verschiedenen Sportteams nehmen an der NCAA Division I als ein Mitglied der Big Ten Conference in der West Division teil.

## Sportarten
Die Badgers bieten folgende Sportarten an:
Herren Teams
- Basketball
- Crosslauf
- American Football
- Golf
- Eishockey
- Rudern
- Fußball
- Schwimmsport & Wasserspringen
- Tennis
- Leichtathletik
- Freistilringen

Frauen Teams
- Basketball
- Crosslauf
- Golf
- Eishockey
- Rudern
- Fußball
- Softball
- Schwimmsport & Wasserspringen
- Tennis
- Leichtathletik
- Volleyball

## Bekannte ehemalige Spieler

### Basketball
- Christian Steinmetz; Naismith Memorial Basketball Hall of Fame (2006)
- Devin Harris; Dallas Mavericks
- Frank Kaminsky; Charlotte Hornets
- Jon Leuer; Detroit Pistons

### American Football
- Arnie Herber; Pro Football Hall of Fame (1966)
- Elroy Hirsch; Pro Football Hall of Fame (1968)
- J. J. Watt; mehrfacher Pro Bowler und aktiver Spieler
- Mike Webster; Pro Football Hall of Fame (1997)
- Russell Wilson; Super Bowl Champion und aktiver Spieler (2011)

### Eishockey
- Chris Chelios; Hockey Hall of Fame (2013)
- Tony Granato; New York Rangers, Los Angeles Kings, San Jose Sharks
- Dany Heatley; Atlanta Thrashers, Ottawa Senators, San Jose Sharks, Minnesota Wild, Anaheim Ducks, Florida Panthers
- Curtis Joseph; St. Louis Blues, Edmonton Oilers, Toronto Maple Leafs, Detroit Red Wings, Phoenix Coyotes, Calgary Flames
- Carla MacLeod; zweimalige Olympiasiegerin
- K’Andre Miller; New York Rangers
- Joe Pavelski; San Jose Sharks
- Mike Richter; New York Rangers
- Gary Suter; Calgary Flames, Chicago Blackhawks, San Jose Sharks
- Ryan Suter; Nashville Predators, Minnesota Wild